# Saint-Flour (Cantal)
Saint-Flour (/sɛ̃ˈfluʀ/; in occitano Sant Flor) è un comune francese di 7 293 abitanti situato nel dipartimento del Cantal nella regione dell'Alvernia-Rodano-Alpi. È sede dell'omonima diocesi.

## Monumenti e luoghi d'interesse
- Cattedrale di Saint-Flour

## Società

### Evoluzione demografica
Abitanti censiti

## Amministrazione

### Gemellaggi
- Haselünne, dal 1979
- Orléans